# Battaglia di Kizugawa
La Battaglia di Kizugawa (木津川口の戦い?, Kizugawa-guchi no Tatakai) fu uno degli scontri iniziali della campagna d’inverno di Osaka scatenati dalla lotta di potere tra Tokugawa Ieyasu e il clan Toyotomi. Questo scontro è considerato il primo combattimento significativo della campagna, avvenuto alla fine del 1614.
All’alba del 19 novembre, su ordine di Tokugawa Ieyasu, le truppe guidate da Hachisuka Yoshishige, Asano Nagaakira e Ikeda Tadakatsu attaccarono il fortino alla foce del fiume Kizu. Contemporaneamente, le navi da guerra sotto il comando dei funzionari navali dello shogunato e di generali come Tokugawa Yoshinao e Ikeda Tadayoshi effettuarono un attacco a sorpresa contro Shinke, presso la foce del fiume Denpō.
La posizione esatta del fortino di Kizugawa-guchi non è certa, ma si presume si trovasse nei pressi dell’attuale sbocco del fiume Dōtonbori.
Il clan Toyotomi aveva affidato la difesa del fortino a Akashi Takenori, con 800 uomini. Le forze Tokugawa notarono che dal fortino saliva poco fumo da cucina, segnale che suggeriva una ridotta presenza nemica. Approfittando dell’assenza temporanea di Akashi, che si era recato al castello di Ōsaka per un consiglio di guerra, le truppe degli Hachisuka, Asano e Ikeda, forti di circa 3.000 uomini, si divisero in due gruppi: uno via terra e uno via acqua.
Mentre 40 navi da guerra risalivano il Kizugawa attaccando le postazioni Toyotomi, anche il contingente via terra sferrò un attacco simultaneo. Il fortino cadde rapidamente nelle mani dell’esercito Tokugawa. Presso la foce del Denpōgawa, oltre 50 navi da guerra, incluse grandi navi, navi corazzate atakebune e veloci imbarcazioni hayabune, comandate da Mukai Tadakatsu, funzionario navale dello shogunato, sorvegliavano il traffico marittimo. Avvistata la presenza di navi nemiche a Shinke, le forze navali di Tokugawa Yoshinao e Ikeda Tadayoshi intervennero e riuscirono a conquistare anche questa posizione.
Con la perdita del fortino alla foce del Kizugawa e della base logistica di Shinke, i Toyotomi persero il collegamento via acqua tra il castello di Ōsaka e la baia di Ōsaka, compromettendo gravemente le loro linee di rifornimento marittimo.